# عمر بن لادن
عمر بن لادن (مواليد 1981) أحد أبناء أسامة بن لادن.

## عن حياته
عمر بن أسامة بن محمد بن عوض بن لادن المعروف باسم عمر بن لادن، هو واحد من أبناء أسامة بن لادن من زوجته الأولى وابنة عم نجوى غانم ولد في عام 1981 وهو الابن الرابع والأكبر بين 20 طفلا من أسامة بن لادن. وقد وصفت تقارير أقدم ان عمر وشقيقه عبد الله بن لادن أو أبناء عمومة من أسامة بن لادن.